# 프란시스코 사가스티

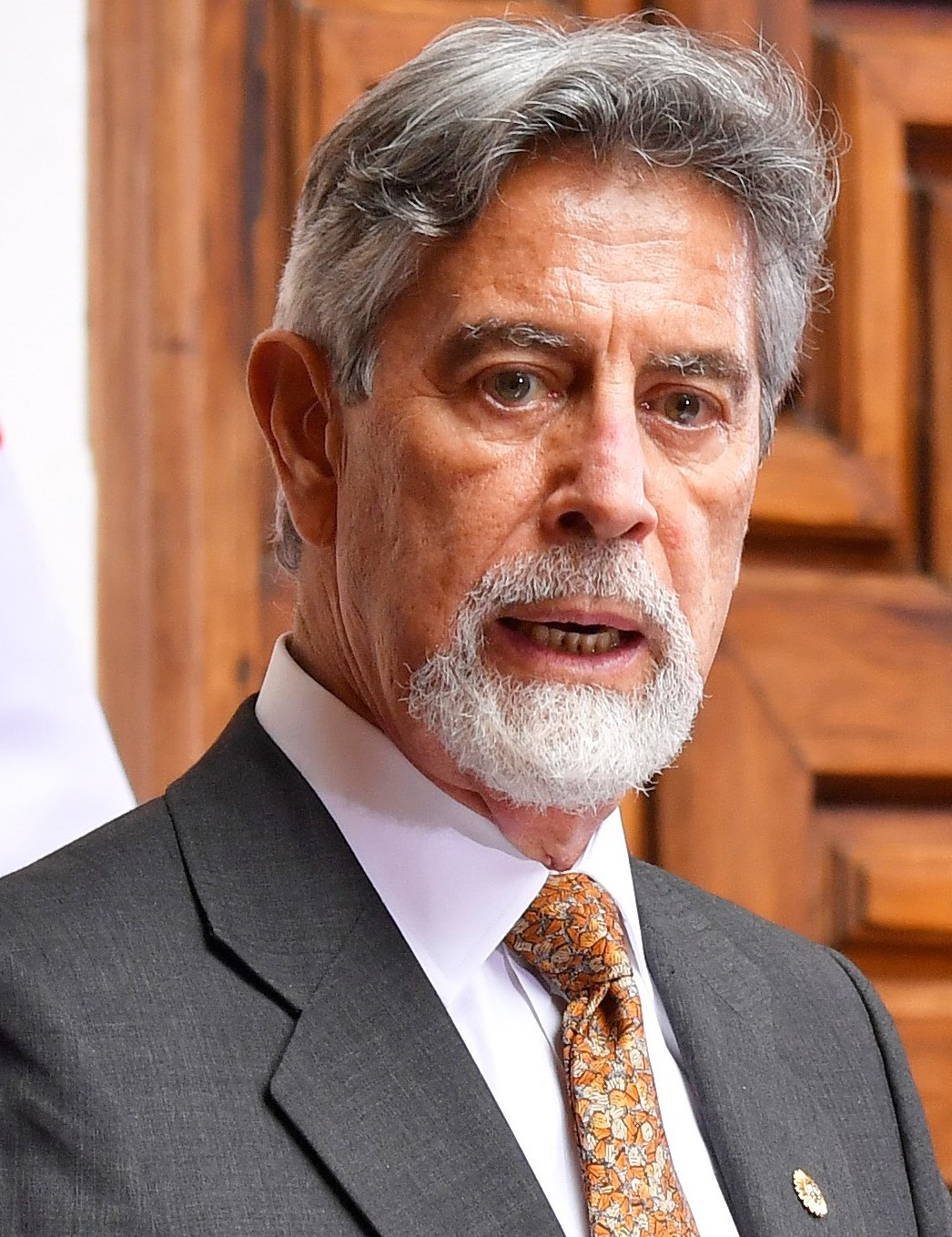
프란시스코 사가스티

프란시스코 라파엘 사가스키 호흐하우슬러(스페인어: Francisco Rafael Sagasti Hochhausler, 1944년 10월 10일 ~ )는 페루의 공학자, 학자, 작가이며, 페루의 제62대 대통령이다.
국제개발연구센터, 세계은행, 유엔 과학기술개발회의, 세계 경제 포럼에서 경제개발고문으로 일했으며, 1992년 헌정 위기 이후 세계 은행을 떠나 페루로 귀국했다. 2016년 훌리오 구스만의 중도 보라당의 창당을 도운 바 있다. 2019년 국회 해산 이후 2020년 1월 총선에서 국회의원으로 당선되었으며, 3월부터 11월까지 리마 선거구의 국회의원을 지냈다.
마르틴 비스카라 대통령이 축출된 이후, 마누엘 메리노 국회의장이 대통령직을 승계했으나, 표면성 "도덕적 무능"을 이유로 탄핵한 것이 논란이 되었으며, 암묵적인 국회 쿠데타라는 비판에 시달렸다. 1주 가량의 폭력 시위가 이어진 끝에 메리노는 대통령직을 사임했으며, 사가스티는 11월 16일 새 국회의장으로 선출되었다. 이튿 날 대통령직을 승계했으며, 2021년 7월 28일까지 직무를 수행하게 된다. 5년 임기의 대통령직에 출마할 수 있으나, 보라당은 훌리오 구스만을 2021년 대선 후보로 확정했으며, 사가스티는 제2부통령 후보가 되었다.
임기 중 이카주, 피우라주, 라리베르타드주, 아푸리막주의 농민들이 연달아 파업을 일으켜 사회적 혼란을 초래했으나, 부적격 노동자들의 이익을 통해 농업 투자를 장려하는 일명 "클림퍼법"의 폐지 이후 파업은 중단되었다. 그의 정부는 자칭 "과도 및 긴급 정부"였다.